# Carlo Blasis
Carlo Blasis (4. listopadu 1795, Neapol – 15. července 1878, Cernobbio) byl italský tanečník, choreograf a baletní pedagog. Byl žákem Jeana Daubervala. Působil v Paříži, Londýně, ale zejména v divadle La Scala v Miláně (v letech 1838-1853 ředitel). Roku 1820 napsal ve francouzštině první učebnici baletního tance (Traité élémentaire, théorique, et pratique de l’art de la danse; Základní pojednání o teorii a praxi tanečního umění). K jeho tanečním žákům patřili Carlotta Grisiová a Fanny Cerritová. Na jeho teoretické dílo navázal zejména Enrico Cecchetti. Vymyslel základní baletní postoj, a to podle Giambolognovy sochy Merkura.